# World Cyber Games 2011
I World Cyber Games 2011 si sono svolti a Pusan, Corea del Sud, dall'8 dicembre all'11 dicembre

## Giochi ufficiali

### PC
- Counter-Strike 1.6
- CrossFire
- FIFA 11
- League of Legends
- Special Force
- StarCraft II: Wings of Liberty
- Warcraft III: The Frozen Throne
- World of Warcraft: Cataclysm

### Xbox 360
- Tekken 6

### Mobile games
- Asphalt 6: Adrenaline

### Giochi promozionali
- Carom 3D
- Dungeon & Fighter
- Lost Saga

## Risultati
| 2011                            | Gold             | Silver        | Bronze               | 4th            |
| Counter-Strike 1.6              | ESC Gaming       | SK-Gaming     | Moscow Five          | NEXT.kz        |
| Special Force                   | Annul            | Amotel        | WAYI Spider          | Optimal        |
| StarCraft II: Wings of Liberty  | Mvp              | XiGua         | Kas                  | TitaN          |
| League of Legends               | Chicks Dig Elo   | Gameburg      | Counter Logic Gaming | Jerome_NEGGRET |
| Cross Fire                      | Liaoning_Dongjia | HAMMERTIME    | ruLegends            | Team_Canada    |
| Warcraft III: The Frozen Throne | Lyn              | Sky           | Fly100               | Hawk           |
| World of Warcraft               | OMG              | Kimchi_Man    | Anarky-DKP           | Team Italy     |
| FIFA Soccer 2011                | deto             | hom3r         | Lonewolf92           | Schiewe        |
| Tekken 6                        | NOBI             | dejavu        | JDCR                 | Yuu            |
| Asphalt 6                       | IPE Dark         | SOFt          | PLANET               | slyfoxlover    |
| Lost Saga                       | Team Korea       | The Foot Clan | Fire Cyber           | Team Spain LS  |
| Dungeon & Figther               | Jeongsangcheon   | YEMENQIU      | cjh1025              | QiWu0          |
| Carom 3D                        | InmORtall        | Diieego       | HI_ISTLER            | TwinS_KluB0    |

## Medagliere[1]
| Nazione       | O | A | B |
| ------------- | - | - | - |
| Corea del Sud | 4 | 2 | 1 |
| Polonia       | 1 | 2 | 1 |
| Cina          | 1 | 2 | 1 |
| Stati Uniti   | 1 | 1 | 0 |
| Taipei cinese | 1 | 0 | 2 |
| Giappone      | 1 | 0 | 0 |
| Germania      | 1 | 0 | 0 |
| Svezia        | 0 | 1 | 0 |
| Thailandia    | 0 | 1 | 0 |
| Brasile       | 0 | 1 | 0 |
| Russia        | 0 | 0 | 2 |
| Ucraina       | 0 | 0 | 1 |
| Italia        | 0 | 0 | 1 |
| Canada        | 0 | 0 | 1 |